# Terremoto de Afganistán de septiembre de 2022

El lunes 5 de septiembre de 2022, un terremoto de falla inversa con una magnitud moderada de 5,1 sacudió la provincia de Kunar, Afganistán, cerca de la ciudad de Yalalabad.

## Entorno tectónico
Gran parte de Afganistán está situada en una amplia zona de deformación continental dentro de la placa euroasiática. La actividad sísmica en Afganistán está influenciada por la subducción de la placa arábiga al oeste y la subducción oblicua de la Placa India en el este. La tasa de subducción de la Placa India a lo largo del límite continental convergente se estima en 39 mm/año o más. La transpresión debida a la interacción de las placas está asociada con una alta sismicidad dentro de la corteza superficial. La sismicidad es detectable a una profundidad de 300 km (190 millas) debajo de Afganistán debido a la subducción de placas. Estos terremotos debajo del Hindu Kush son el resultado del movimiento de fallas que acomodan el desprendimiento de la corteza subducida. Dentro de la corteza poco profunda, la falla de Chaman representa una gran falla transformante asociada con grandes terremotos poco profundos que forma el límite transpresional entre las placas euroasiática e india. Esta zona consiste en fallas sísmicamente activas de cabalgamiento y deslizamiento que se han acomodado a la deformación de la corteza desde el comienzo de la formación de laOrogenia del Himalaya. Estos terremotos tienden a mostrar fallas de deslizamiento debido a su abundancia y alta tasa de deformación.

## Impacto
Al menos 18 personas murieron y otras 42 resultaron heridas. Se sintió en Nangarhar, Kunar, Lagmán, Kabul y otras provincias cercanas. El Ministerio de Información y Cultura dijo que se reportaron al menos nueve muertes en las áreas de Mazar Dara y Shalat del distrito de Nurgal en la provincia de Kunar. Tres personas del distrito también resultaron heridas. Algunos de los heridos eran estudiantes de la Universidad de Nangarhar que intentaron escapar de su dormitorio saltando por las ventanas. Se dice que más de una docena de casas fueron destruidas, la mayoría de las cuales estaban en el distrito de Nurgal de la provincia. Algunos fueron dañados previamente por inundaciones que mataron a más de 600 personas. En Lagmán, 15 viviendas quedaron total o parcialmente destruidas y dos personas resultaron heridas. 